# Chamaedorea metallica
Chamaedorea metallica  es una especie de palmera perteneciente al género botánico Chamaedorea. Es originaria de México (Veracruz, Oaxaca).

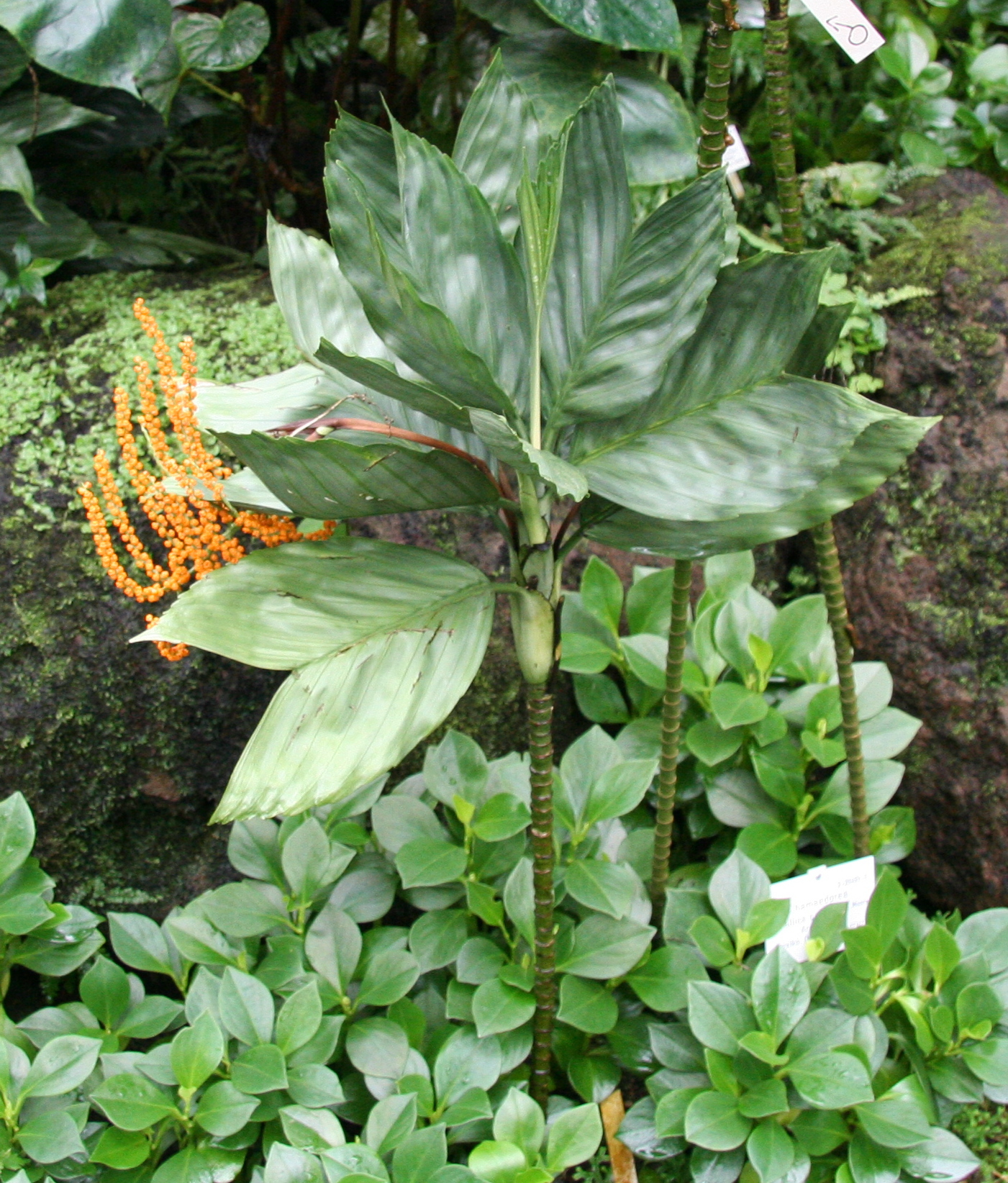
Vista de la planta

## Descripción
Puede llegar hasta 3 m de altura, aunque tarda bastante en hacerlo, es muy apreciada por su gran valor ornamental, posee hojas bífidas, y en ocasiones pinnadas; algo curioso es que ambos tipos de hojas pueden ser observadas en el mismo individuo. Sus  hojas son llamativas por ser de un verde azulado o metálico.

## Taxonomía
Chamaedorea metallica fue descrita por O.F.Cook ex H.E.Moore y publicado en Principes 10: 45, f. 1–3. 1966.
Etimología
Chamaedorea: nombre genérico que deriva de las palabras griegas: χαμαί (chamai), que significa "sobre el terreno", y δωρεά (dorea) , que significa "regalo", en referencia a las frutas fácilmente alcanzadas en la naturaleza por el bajo crecimiento de las plantas.
metallica: epíteto latino que significa "metálica".